# Kinderoper Papageno
Die Kinderoper Papageno wurde 1994 als erste österreichische mobile Kinderoper von Peter Pacher in Wien gegründet. Die Kinderoper Papageno ist als gemeinnütziger Verein organisiert.
Die Kinderoper Papageno hat es sich zum Ziel gesetzt, klassische Musik einem breiteren Kinderpublikum zugängig zu machen. Ohne feste Spielstätte ist die Kinderoper inzwischen zum Stammgast in vielen deutschsprachigen Schulen und Theatern geworden.
Als Librettist und Regisseur versucht Peter Pacher vor allem, Opern so zu bearbeiten, dass der Erstkontakt der Kinder mit der Gattung Oper nicht auch gleichzeitig der letzte ist. Dies bedeutet, dass selbst schwierige Opern wie zum Beispiel Fidelio oder Carmen mit Humor moderiert werden, um Freude auf weitere Opernvorstellungen zu erwecken.
Die Workshops richten sich in erster Linie an Schulen. Zur Vorbereitung und zur Vertiefung des Erlebten bietet die Kinderoper umfangreiches Vor- und Nachbereitungsmaterial an. Im Durchschnitt führt die Kinderoper an die 400 Vorstellungen pro Jahr im gesamten deutschen Sprachraum durch.
Das Ensemble bestand zum Anfang aus jungen Absolventen der Wiener Musikhochschule und des Konservatoriums der Stadt Wien. Inzwischen gelingt es aber auch immer wieder, bereits arrivierte Künstler zumindest kurzzeitig an die Kinderoper Papageno zu binden.
Viele Ensemblemitglieder der ersten Stunde haben inzwischen Karriere gemacht und sind an verschiedenen Opernhäusern im gesamten deutschsprachigen Raum beschäftigt.